# هانسل و گرتل

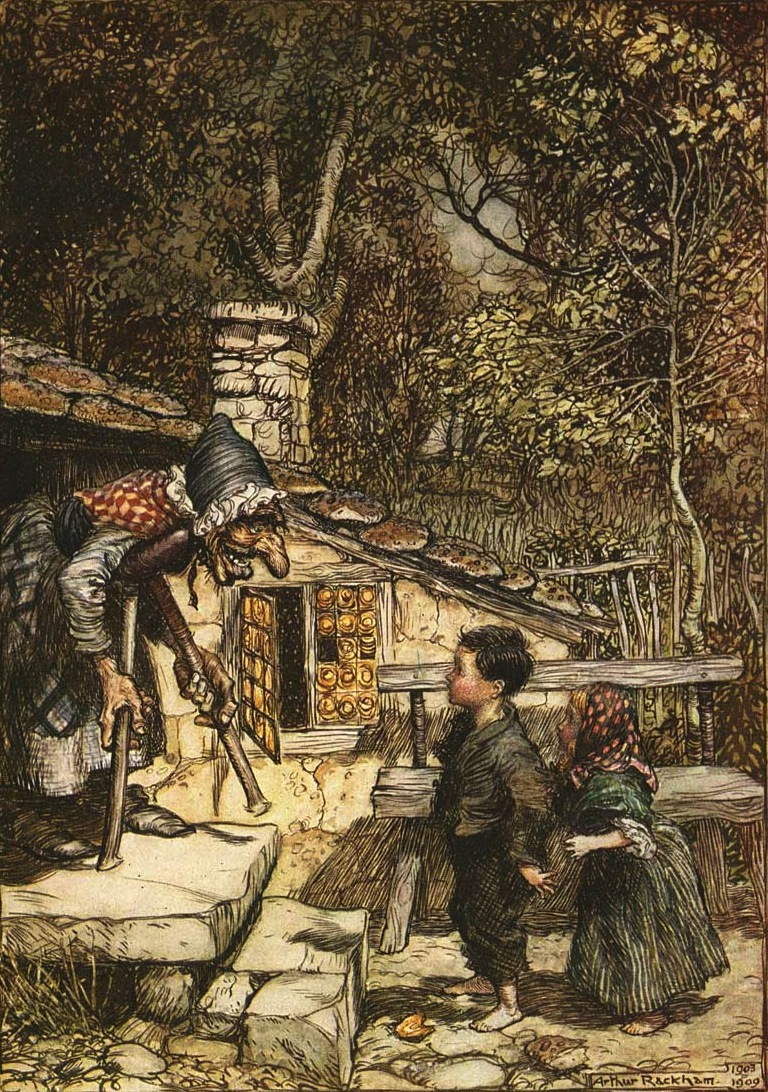
تصویرگری هانسل و گرتل از آرتور راکهام، ۱۹۰۹

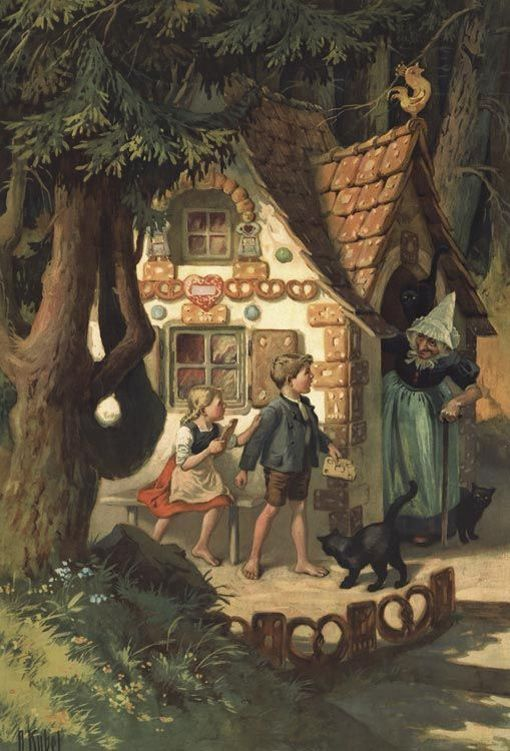
هانسل و گرتل در مقابل خانه جادوگر

هانسِل و گرتل (به آلمانی: Hänsel und Gretel) نام داستانی شاه‌پریانی با منشأ آلمانی است که برادران گریم آن را ثبت کرده‌اند. این داستان ماجرای یک برادر و خواهر کوچک به نام‌های هانسل و گرتل را روایت می‌کند که پس از رها شدن در جنگل به خانه‌ای که از کیک و آب‌نبات ساخته شده می‌رسند و توسط جادوگر آدمخوار صاحب آن خانه زندانی می‌شوند. اقتباس‌های گوناگونی از این داستان تاکنون صورت گرفته که از مهم‌ترین آن‌ها می‌توان به  اپرای هانسل و گرتل اثر آهنگ ساز آلمانی انگلبرت هامپردینک در ۱۸۹۳ اشاره کرد.

## خلاصه داستان
هانسل و گرتل فرزندان یک هیزم‌شکن هستند. در سالی که قحطی بزرگی روی می‌دهد، همسر هیزم‌شکن (که در داستان اصلی مادر واقعی بچه‌هاست ولی در ویرایش‌های بعدی به‌عنوان نامادری هانسل و گرتل معرفی می‌شود) برای آنکه غذای بیشتری برای او و شوهرش باقی بماند نقشه‌ای می‌کشد و به هیزم‌شکن می‌گوید تصمیم دارد بچه‌ها را به جنگل ببرد و در آنجا رهایشان کند تا از گرسنگی بمیرند. هیزم‌شکن که با این نقشه مخالف است سرانجام بااکراه تسلیم همسرش می‌شود. اما آن دو نمی‌دانند که هانسل و گرتل نیز صحبت‌های آن‌ها را در اتاق‌خوابشان شنیده‌اند. دو کودک پس از آنکه والدینشان به خواب می‌روند از خانه بیرون می‌زنند و تا آنجا که می‌توانند سنگریزه‌های سفید جمع‌آوری می‌کنند و به اتاقشان بازمی‌گردند.
فردا صبح آن‌ها همراه پدر و مادرشان به جنگل می‌روند و ردی از سنگریزه‌های سفید را دنبال خود می‌ریزند. پس از آنکه والدینشان رهایشان می‌کنند، آن‌ها منتظر رسیدن شب و بالا آمدن ماه می‌شوند و رد سنگریزه‌ها را که اینک در زیر نور ماه می‌درخشند دنبال می‌کنند و به خانه بازمی‌گردند. یک هفتهٔ بعد و شاید هم بیشتر، همسر هیزم‌شکن با عصبانیت به شوهرش می‌گوید که بچه‌ها را تا آنجایی که می‌تواند به اعماق جنگل ببرد و رهایشان کند تا بمیرند. هانسل و گرتل با فهمیدن این موضوع تصمیم به جمع کردن سنگریزه‌های سفید بیشتری می‌گیرند اما با در قفل‌شدهٔ خانه مواجه شده و نمی‌توانند خارج شوند.
صبح روز بعد پدرشان آن دو را به اعماق جنگل می‌برد و هانسل با خرد کردن تکه‌نانی که همراه خود برداشته اقدام به گذاشتن ردی برای بازگشتشان به خانه می‌کند. اما پس از رها شدن در جنگل می‌بینند که پرندگان تمام خرده‌های نان را خورده‌اند. هانسل و گرتل که اینک واقعاً گم شده‌اند پس از چند روز سرگردانی در جنگل با دنبال کردن کبوتر سفید زیبایی به خانه‌ای که از کیک، آب‌نبات و نان زنجبیلی درست شده می‌رسند. دو کودک که چیزی نخورده‌اند با حرص شروع به خوردن سقف خانه می‌کنند که ناگهان در خانه باز شده و عجوزهٔ زشتی در آستان ظاهر می‌شود. او بچه‌ها را با وعدهٔ تختخواب نرم و خوراک‌های خوشمزه به درون خانه‌اش می‌کشد، اما هانسل و گرتل نمی‌دانند که او در واقع جادوگر آدم‌خواری است که با ساخت خانه‌ای این‌چنینی بچه‌ها را به دام می‌اندازد تا آن‌ها را بخورد.
جادوگر هانسل را در قفسی آهنی زندانی کرده و گرتل را مجبور به خدمتکاری می‌کند. او هر روز به هانسل غذا می‌دهد تا چاق شود و او را بخورد، اما هانسل با هوشیاری استخوانی را که درون قفس یافته نشان جادوگر می‌دهد. جادوگر که نابیناست با لمس استخوان گمان می‌برد آن انگشت لاغر هانسل است و هنوز آنقدر پروار نشده تا غذای جادوگر شود. چند هفته می‌گذرد و جادوگر که دیگر کاسهٔ صبرش لبریز شده تصمیم می‌گیرد تا هانسل را بخورد، حال می‌خواهد چاق باشد یا لاغر.
جادوگر اجاق را برای پختن هانسل روشن می‌کند اما چون حسابی گرسنه شده‌است تصمیم می‌گیرد تا گرتل را هم بخورد. پس گرتل را نزدیک آن می‌آورد و از می‌خواهد تا ببیند آیا شعله‌ها به‌اندازهٔ کافی بلند هستند یا نه. گرتل که از نیت جادوگر آگاه شده تظاهر می‌کند که منظور او را نمی‌فهمد. جادوگر که عصبانی شده به گرتل نشان می‌دهد که چه باید بکند و همین که سرش را درون اجاق می‌کند گرتل او را به درون اجاق هل می‌دهد، در آن را می‌بندد و با زیاد کردن حرارت جادوگر را زنده در آتش می‌سوزاند. او سپس برادرش را از قفس آزاد می‌کند و آن دو صندوقچه‌ای پر از جواهرات، طلا و الماس را در آن خانه می‌یابند. بچه‌ها آن گنجینه را درون کیسه‌ای ریخته و موفق می‌شوند تا مسیر بازگشت به خانه‌شان را بیابند. در این مدت همسر هیزم‌شکن به طرز مشکوکی مرده و هیزم‌شکن که هر روز خود را به خاطر از دست دادن فرزندانش سرزنش می‌کند با دیدن آن‌ها شادمان می‌شود. آن‌ها سپس تا آخر عمر با ثروت جادوگر به خوبی و خوشی با یکدیگر زندگی می‌کنند.

## تحلیل
در ویرایش‌های نخستین مجموعه داستان‌های برادران گریم، کسی که شوهرش را مجبور به رها کردن بچه‌ها می‌کرد خود مادر آن‌ها بود و نه نامادری شان. اما ازآنجاکه ازنظر جامعه ناخوشایند بود که مادری بخواهد فرزندان خود را بکشد یا به آن‌ها آسیب برساند، بنابراین آن را تغییر دادند و نامادری را جایگزین مادر کردند.
این نکته نیز که مادر یا نامادری تصادفاً در همان زمانی می‌میرد که بچه‌ها جادوگر را کشته‌اند ازنظر بسیاری از مفسران به این موضوع اشاره دارد که مادر یا نامادری و جادوگر در اصل یک نفر هستند یا اینکه دست کم به وجود ارتباطی بین آن‌ها قویاً اشاره می‌شود.